# Budde (pommersch-dänisches Adelsgeschlecht)

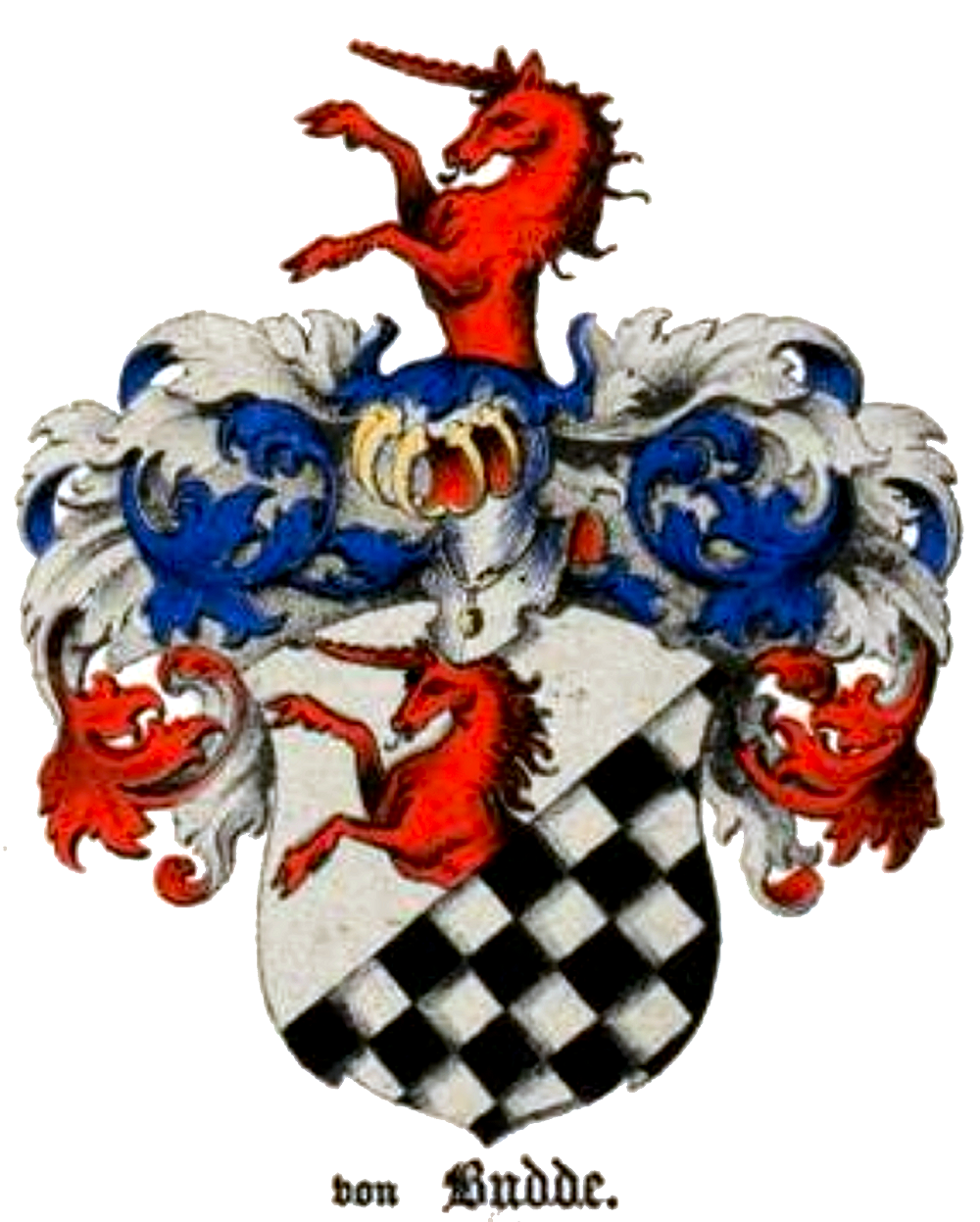
Wappen derer von Budde (Pommern und Oesel)

Budde, auch Budden, ist der Name eines erloschenen pommerschen Adelsgeschlechts, dass sich auch nach Dänemark und von dort nach Oesel ausbreiten konnte.
Die Familie ist von den rügischen Budde, den westfälischen Budde und den preußischen Budde zu unterscheiden.

## Geschichte
Herkunft
Während Klempin und Kratz das Geschlecht unmittelbar an die rügischen und diese wiederum an die westfälischen anschließen lassen, geht die Forschung heute auf Grund der mannigfachen Wappendiversität von mehreren nichtverwandten Geschlechtern aus.
Pommern
Die Budde erscheinen zuerst in Vorpommern mit den verwandten Drewes Budde, sowie Hans und Matthias Budde welche 1517 von Herzog Bogislaw X. eine Anwartschaft auf 2 Hufen am Dorf Neetzow erhalten und 1518 auch damit belehnt werden. Mit Joachim von Budde († 1617) konnte das Geschlecht die einflussreiche Stelle des Hofmarschall des Herzogtums Pommern-Wolgast besetzten. Die Familie konnte später auch in Hinterpommern sesshaft werden, wo sie sich mit einflussreichen Familien wie den Podewils oder den Blanckenburg ehelich verbunden hat. Christoph von Budde war zu Beginn des 17. Jahrhunderts pommerscher Hofmeister, Hof- und Landrat sowie Domherr zu Kamin und Kolberg. Zu Beginn des 18. Jahrhunderts sind die Budde in Pommern erloschen.
Christian Friedrich August von Meding sieht in seinen "Nachrichten von adeligen Wappen, Band I, S. 86 (1786)" die Familie auch in Mecklenburg ausgebreitet.
Oesel, Dänemark und Norwegen
Im Jahre 1570 erscheinen die Enkel des obigen Drewes und der Margaretha Winterfeldt, Godslev († 1622) und Matthias von Budde († 1591) am dänischen Hof. Die von Godslev gestiftete Linie verbreitete sich mit seinem Sohn nach Oesel, erlosch jedoch bereits mit seinen Enkeln in der Mitte des 17. Jahrhunderts. Helle Budde († 1684), vermählt mit dem Generalmajor Reinhold von Hove († 1686) war die letzte Angehörige.
Die Linie, welche auf den dänischen Statthalter auf Oesel Matthias von Budde zurückgeht, konnte sich nachhaltig nach Oesel ausbreiten, jedoch ist die Bindung nach Dänemark stets stark geblieben. Mehrere Glieder kehrten dorthin aber auch nach Norwegen, welches mit Dänemark in Personalunion verbunden war, zurück. Mit Töllist hatten die Budde auf Oesel ihr Stammgut, das jedoch bereits am 8. April 1685 verkauft wurde. 1740 erfolgte die Immatrikulation bei der Oeselschen Ritterschaft (Nr. 13) für die Familie. Wenig später müssen die Budde auch auf Oesel ihren Ausgang gefunden haben. Die norwegische Linie erlosch in Dänemark wohl mit Anna Sophia Budde 1796 in Hjørring. In Norwegen bediente sich eine Familie Budøe des Namens und Wappens der Buddes.

## Historischer Besitz
- in Pommern: Neu Belz, Briskow, Gehmkow, Gieskow, Gramzow, Latzig, Neetzow, Rinow und Toitin[5]
- in Oesel: Cölljall, Hasik, Mulluth, Pia (Pichtendahl), Randefer, Schultzenhof, Töllist und Uppel

## Namensträger
- Joachim von Budde († 1617), Hofmarschall des Herzogs von Pommern-Wolgast
- Matthias Budde († 1591), dänischer Sekretär der deutschen Kanzlei, Hofjunker, Lehnsnehmer, Gesandter in Polen und England, schließlich Statthalter auf Oesel

## Wappen
Das Stammwappen zeigt in Blau ein aus schräglinkem blau-goldenen Schach wachsendes silbernes Einhorn. Auf dem gekrönten Helm mit blau-silbernen Decken das Einhorn wachsend.
Weitere Wappendarstellungen:

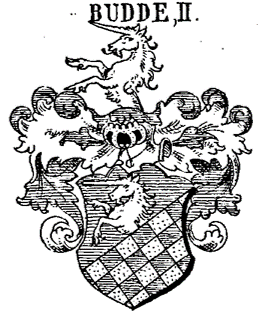
Wappen derer von Budde
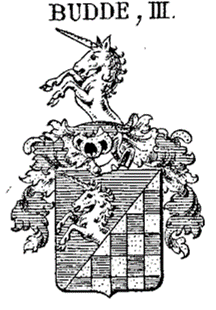
Wappen derer von Budde
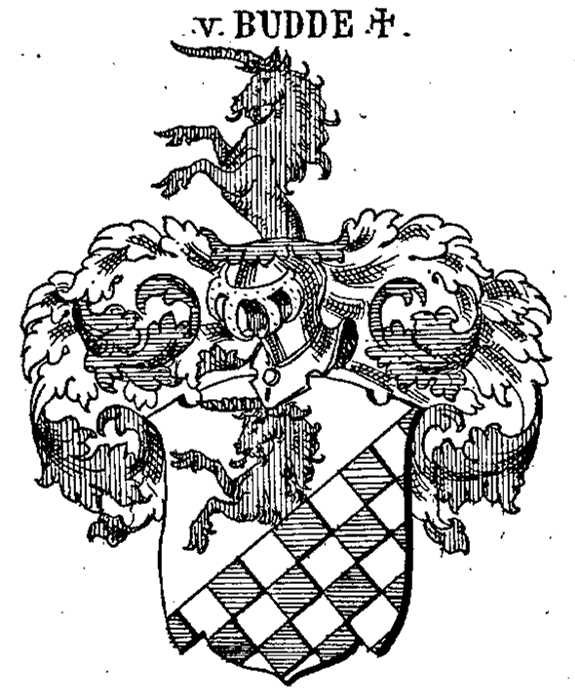
Wappen derer von Budde
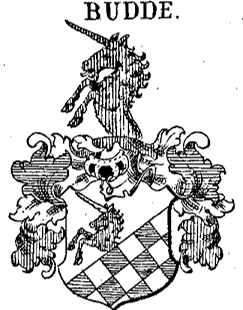
Wappen derer von Budde

Das Wappen in naher Verwandtschaft zur Wappengruppe Hirsch über Schach, wobei hierunter die größte Konvergenz zu den Wappen der Familien Lockstaedt, Sellin und Gantzkow besteht, welche sich lediglich durch Helmkrone oder Tingierung unterscheiden.